# Fanlo

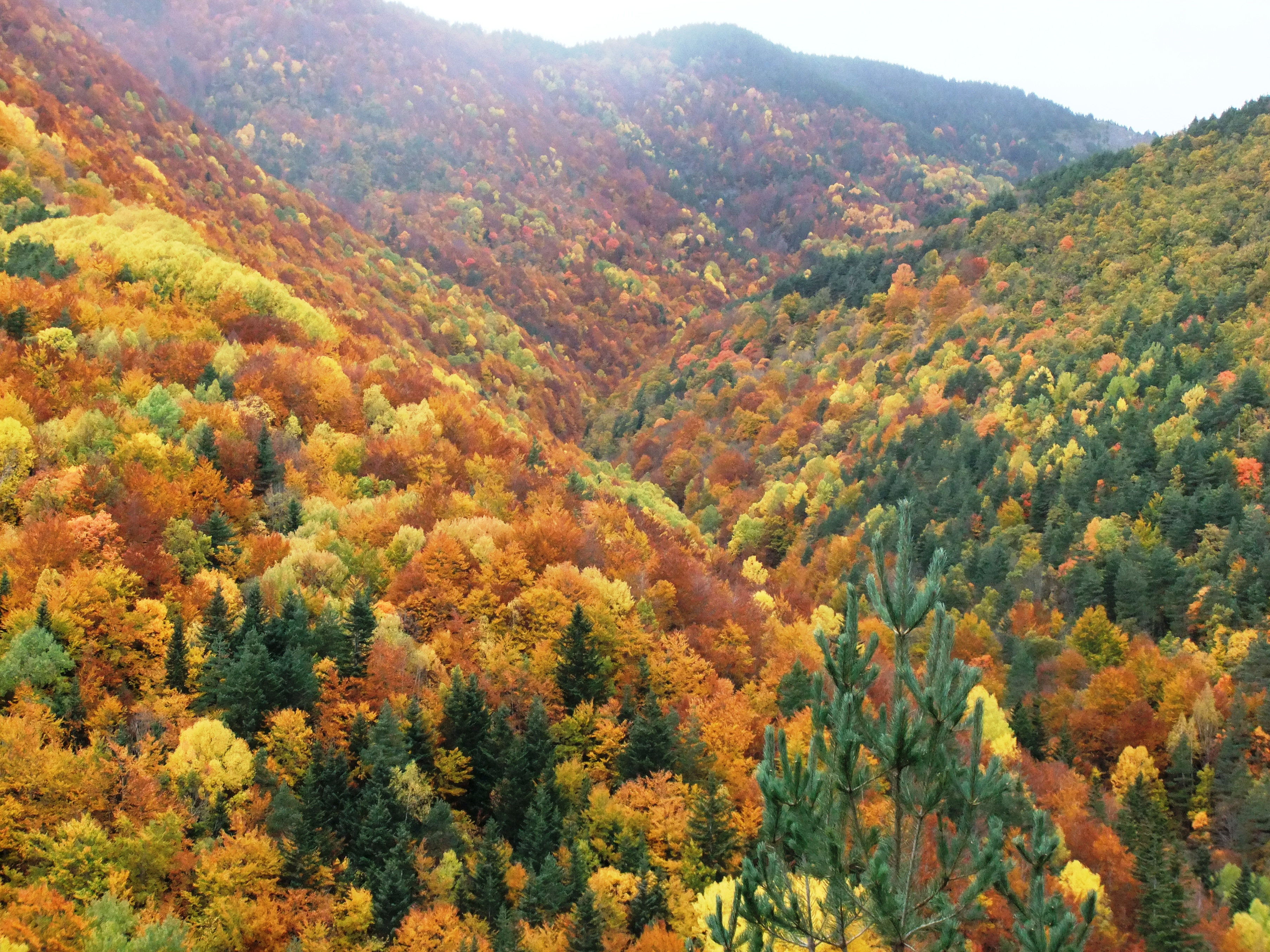
Bosc de la Pardina del Senyor, entre Fanlo i Sarvisé

Fanlo és un municipi aragonès situat a la província d'Osca i enquadrat a la comarca del Sobrarb. El municipi forma part de la zona del Port de Otal-Cotefablo, Lloc d'Importància Comunitària.
Inclou els següents pobles: Buerba, Buisan, Ceresuela, Gallisué, Nerin, Sercué, Yeba i Vio.